# Kermur Sire de Légal
François Antoine de Legall de Kermeur fue un ajedrecista francés. Nació en Bretaña en 1702 y falleció en 1792.
Durante los siglos XVIII y XIX, el Café de la Régence de París fue considerado la meca del ajedrez europeo, al margen de concentrar también a artistas, políticos e intelectuales. En él brilló, por méritos propios, Sire de Legal, entonces el mejor jugador de Francia, famoso por el mate que lleva su nombre: el Mate de Legal. Se dice de Legal que fue un excelente jugador combinativo, sin embargo de él solo se conoce este mate.
Legal fue mentor de François-André Danican Philidor, quien, a la postre, le arrebataría su corona de campeón mundial.